# 田んぼアート駅
田んぼアート駅（たんぼアートえき）は、青森県南津軽郡田舎館村にある弘南鉄道弘南線の駅である。駅番号はKK 10。
当駅がある田舎館村は、色が異なる稲を植え分けて水田に絵を描く田んぼアートが名物である。当駅は、その第二会場がある道の駅いなかだて（弥生の里）近くに開設された。
原則として12月1日から3月31日までの冬期間は営業休止し、全列車が通過する。ただし冬季でも、弥生の里で開かれるイベント「冬の田んぼアート」期間中は乗降が可能である。

## 歴史
- 2013年（平成25年）7月27日：開業。当初予定の8月1日から繰り上げて開業された[4]。
- 2023年（令和5年）10月26日：レール異常のため9月25日から全線運休していた弘南線のうち、弘前駅 - 当駅間で運転を再開。黒石駅方面へは当駅で代行バスへの連絡となる[5]。

## 駅構造
単式ホーム1面1線を持つ地上駅。屋根付き待合室のある無人駅である。

## 利用状況
| 1日乗降人員推移 | 1日乗降人員推移 |
| 年度            | 1日平均人数     |
| --------------- | --------------- |
| 2013年          | 12              |
| 2014年          | 25              |
| 2015年          | 31              |
| 2016年          | 34              |
| 2017年          | 30              |

## 駅周辺
- 田んぼアート
- 道の駅いなかだて
  - 弥生の里公園

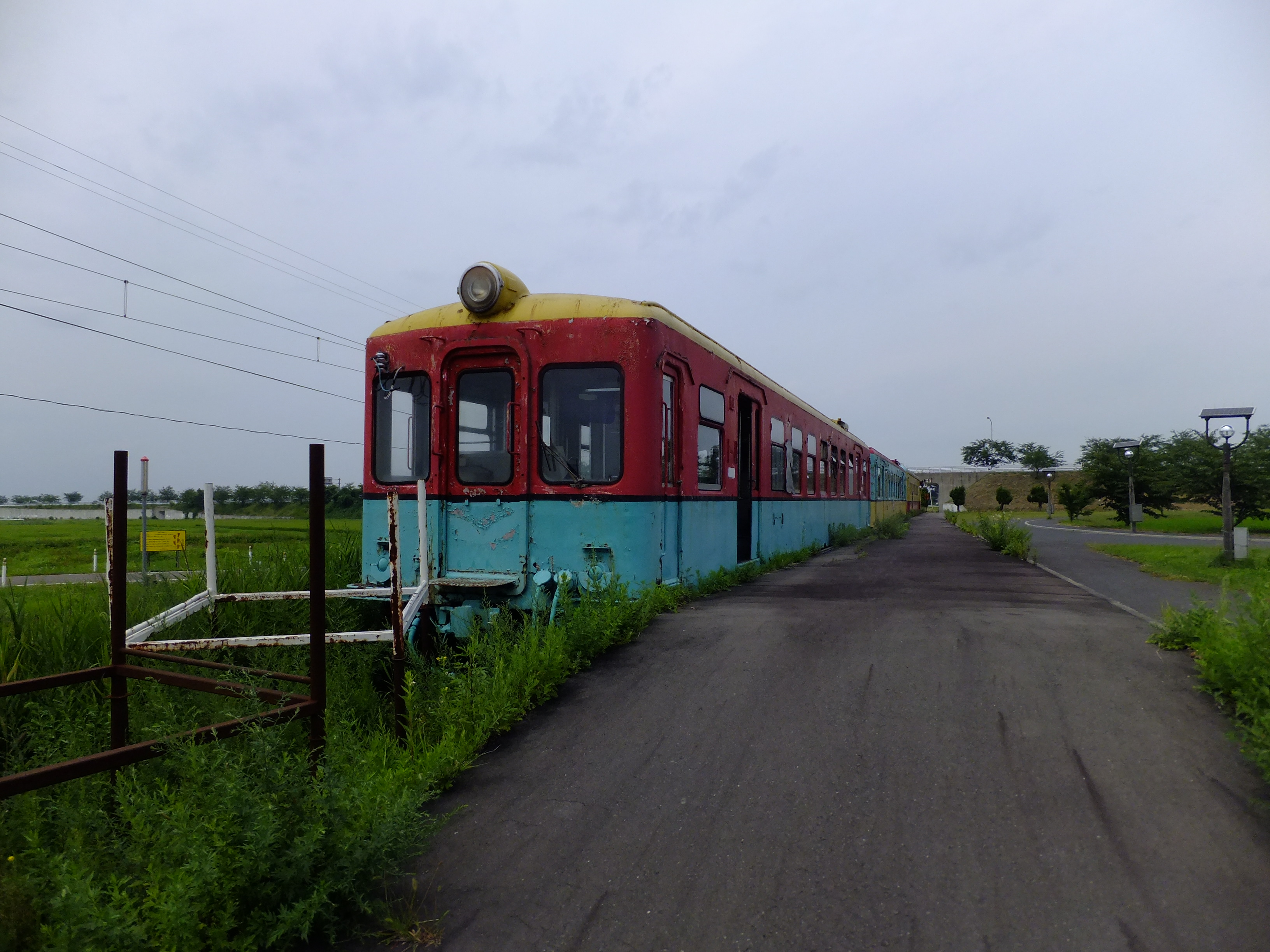
弥生の里公園に保存されていた気動車（2012年撮影、後に解体）

    - 道の駅に併設された公園。かつて弘南鉄道黒石線で使用されていた気動車3両（キハ2105、キハ2107、キハ2230）が休憩所として静態保存されていたが、老朽化に伴い解体された[8]。
- 田舎館村博物館
- 国道102号
- ウインズ津軽（中央競馬場外馬券場）
- 垂柳遺跡

## 隣の駅
弘南鉄道
■弘南線
尾上高校前駅（KK 09） - 田んぼアート駅（KK 10） - 田舎館駅（KK 11）
12月 - 翌3月は全列車が通過する。また、一部列車は通年で当駅を通過する。